# Téterchen
Téterchen település Franciaországban, Moselle megyében. Lakosainak száma 765 fő (2022. január 1.). Téterchen Brettnach, Coume, Dalem, Hargarten-aux-Mines, Ottonville, Tromborn és Velving községekkel határos.

## Népesség
A település népessége az elmúlt években az alábbi módon változott:
| Lakosok száma | 766  | 791  | 805  | 819  | 804  | 790  | 775  | 773  | 765  |
|               | 2013 | 2015 | 2016 | 2017 | 2018 | 2019 | 2020 | 2021 | 2022 |